# Miguel Mendonça
 (janvier 2019).
 (mai 2021).
Si vous disposez d'ouvrages ou d'articles de référence ou si vous connaissez des sites web de qualité traitant du thème abordé ici, merci de compléter l'article en donnant les références utiles à sa vérifiabilité et en les liant à la section « Notes et références ».
Pour les articles homonymes, voir Mendonça.
José Miguel Jardim de Olival Mendonça (né le 8 mai 1935 à Funchal) est un homme politique portugais de Madère.
Docteur en médecine de l'université de Coïmbre. En 1980 il fait partie du gouvernement régional de Madère, comme secrétaire régional des affaires sociales et de la santé. Il devient président de l'Assemblée législative de Madère depuis 1994.